# Умеренный муссонный климат

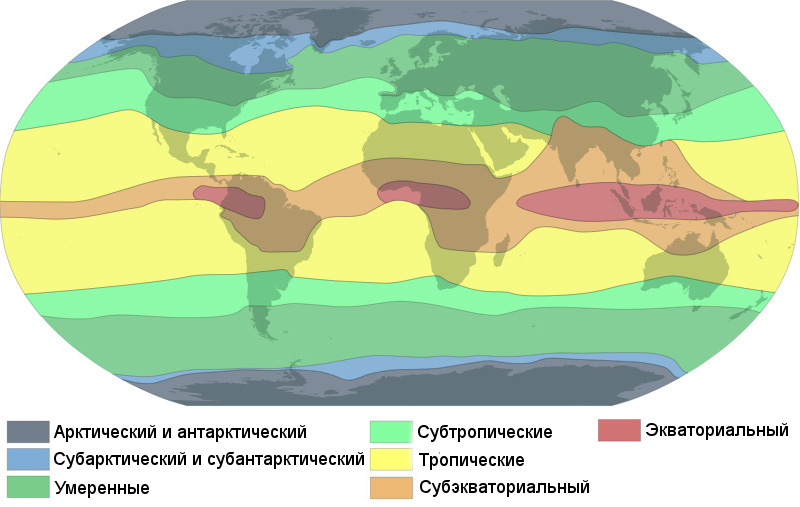
Климатические пояса Земли по Б. П. Алисову.

Уме́ренный муссо́нный кли́мат — тип климата по классификации Алисова Б.П., характерный для восточной Азии (Россия: Хабаровский, Приморский край, Сахалинская область; Северо-Восточный Китай, КНДР; Япония: Хоккайдо, север Хонсю).

## Северное полушарие
На востоке Азии этот климат типично муссонный. Муссоны умеренных широт являются здесь продолжением муссонов тропических и субтропических, выражены очень отчётливо и наблюдаются примерно до широты Северного Сахалина. Юг Камчатки от них свободен, а над Охотским морем и над севером Камчатки обнаруживается лишь муссонная тенденция. Таким образом, умеренный муссонный климат наблюдается в Приморском крае, в северо-восточном Китае, в северной Японии и на Сахалине.
Зимой окраина материка оказывается на периферии азиатского антициклона и здесь преобладает перенос холодного воздуха из Восточной Сибири. Поэтому зима здесь малооблачная и сухая со значительными холодами и резким минимумом осадков. Летом же над востоком Азии господствует циклоническая деятельность с достаточно обильными осадками. К примеру, в Хабаровске средняя температура в июле +22 °С, в январе −20 °C; среднегодовое количество осадков 684 мм, из которых на зимнее полугодие (октябрь — март) приходится 74 мм.
Сложнее обстоит дело в Японии, где и зимой достаточно часты циклоны с фронтальными осадками, которые ещё усиливаются орографией. Летом, напротив, имеется относительный минимум осадков в середине сезона в связи с отступлением циклонической деятельности к северу. В результате зима может оказаться не менее богатой осадками, чем лето. В Саппоро средняя температура в августе +21 °С, в январе −6 °С; осадков 1040 мм в год, причём за зимнее полугодие 540 мм и за летнее 500 мм.
В северных районах Дальнего Востока России, где муссонный режим ветра выражен слабо или отсутствует, зима, вследствие сильной циклонической деятельности, мягче и распределение осадков в течение года равномерное. Так, в Ключевском на Камчатке средняя температура в июле +15 °С, в январе −18 °С; осадков 460 мм в год, причём за зимнее полугодие 210 мм.
На Атлантическом побережье Канады и Ньюфаундленда муссонная циркуляция выражена слабо или отсутствует. Зимы здесь не так холодны, как на востоке Азии, лето достаточно тёплое. Например, в Галифаксе средняя температура в июле и августе +18 °С, в январе −4 °С; осадков 1420 мм в год, причём сезонное распределение довольно равномерное.

## Южное полушарие
В Южной Америке к восточной части материка в умеренных широтах можно отнести всю Патагонию, примерно от 38 ° до 52 ° ю. ш. и от предгорьев Анд до Атлантического океана. Своеобразная географическая обстановка создаёт здесь и своеобразный климат полупустыни в непосредственной близости к океану. Причина в том, что от влияния воздушных морских масс с Тихого океана Патагония закрыта Андами. В то же время воздушные холодные массы антарктического происхождения свободно проникают сюда с юга. Атлантический воздух, изредка вторгаясь в Патагонию, предварительно проходит над холодными водами Фолклендского течения, где получает устойчивую стратификацию, и потому также не даёт больших осадков.
В большей части Патагонии годовая сумма осадков 120—200 мм, причём в летние месяцы их совсем мало, не более 20-30 мм за три месяца. Средняя температура января от +20 °С на севере и до +10 °С на юге, то есть лето холодное по сравнению с пустынями северного полушария под теми же широтами. Средняя температура близка к +5 °С, но на высоких плато понижается до −5 °С. На низком берегу Атлантического океана на юге Патагонии, в Пуэрто-Санта-Крус средняя температура в июле и июне +2 °С, в январе +15 °С; осадков 140 мм в год.